# فرودگاه آبی اتلین
فرودگاه آبی اتلین (به انگلیسی: Atlin Water Aerodrome) یک فرودگاه خصوصی است که یک باند فرود آب دارد. این فرودگاه در کشور کانادا قرار دارد و در ارتفاع ۶۶۸ متری از سطح دریا واقع شده‌است.